# Cyanotis karliana
Cyanotis karliana är en himmelsblomsväxtart som beskrevs av Justus Carl Hasskarl. Cyanotis karliana ingår i släktet Cyanotis och familjen himmelsblomsväxter. Inga underarter finns listade.